# Ribera d’Ebre
Ribera d’Ebre (spanyolul Ribera de Ebro) járás (comarca) Katalóniában, Tarragona tartományban. Ribera d’Ebre Segrià, Garrigues, Priorat, Baix Camp, Baix Ebre, Terra Alta, Matarraña és Bajo Aragón-Caspe/Baix Aragó-Casp comarcákkal határos.

## Települések
A települések utáni szám a népességet mutatja. Az adatok 2001 szerintiek.
- Ascó - 1 617
- Benissanet - 1 053
- Flix - 3 952
- Garcia - 519
- Ginestar - 835
- Miravet - 772
- Móra d’Ebre - 4 612
- Móra la Nova - 2 832
- La Palma d’Ebre - 405
- Rasquera - 812
- Riba-roja d’Ebre - 1 310
- Tivissa - 1 773
- La Torre de l’Espanyol - 714
- Vinebre - 450